# Jeffrey Keller
Jeffrey Keller (* 4. Februar 1989 in Hannover) ist ein deutscher Eishockeytrainer und ehemaliger Spieler.

## Werdegang
Jeffrey Keller ist der älteste Sohn von Bruce Keller, der viermal für das Team Canada auflief. Jeffey Keller hat zwei jüngere Brüder. Er begann seine Karriere in der Jugend der Hannover Indians und spielte dort in der Junioren-Bundesliga. In der Saison 2006/07 absolvierte er seine ersten Einsätze in der Oberliga Nord, bevor er in der folgenden Saison für den Regionalligisten Wedemark Farmers auflief. Es folgten zwei Jahre beim Regionalligisten Langenhagen Jets. In der Saison 2010/11 kehrte Keller zu den Hannover Indians zurück und absolvierte 21 Spiele in der 2. Bundesliga, in denen er ohne Torerfolg blieb. Mit einer Förderlizenz spielte er außerdem für den Oberligisten Hannover Braves. 
2011 wechselte Keller zusammen mit seinem mittleren Bruder Mark zum West-Oberligisten Herforder EV, wo Bruce Keller das Traineramt übernahm. Als der Herforder EV 2013 seine Mannschaft zurückzog, kehrte Keller zu den Hannover Indians zurück. Ein Jahr später wechselte er zum Lokalrivalen Hannover Scorpions, bevor er in der Saison 2016/17 zu den ESC Wedemark Scorpions wechselte und anschließend seine Karriere beendete.
Jeffrey Keller wurde daraufhin Trainer der Frauenmannschaft der Hannover Lady Scorpions in der Bundesliga-Saison 2017/18. In der folgenden Spielzeit trainierte Keller die Frauenmannschaft der Hannover Indians. 